# Woodside (Perth and Kinross)
Woodside är en ort i Storbritannien.   Den ligger i kommunen Perth and Kinross och riksdelen Skottland, i den norra delen av landet, 600 km norr om huvudstaden London. Woodside ligger 72 meter över havet och antalet invånare är 160.
Terrängen runt Woodside är platt åt nordväst, men åt sydost är den kuperad. Runt Woodside är det ganska glesbefolkat, med 32 invånare per kvadratkilometer. Närmaste större samhälle är Dundee, 19,6 km öster om Woodside. Trakten runt Woodside består till största delen av jordbruksmark.